# Fabián Rinaudo
Fabián Andrés Rinaudo (Armstrong, 15 maggio 1987) è un ex calciatore argentino, di ruolo centrocampista.
Possiede il passaporto italiano.
È soprannominato Fito.

## Caratteristiche tecniche
È un centrocampista centrale, destro naturale. Nelle 92 partite nel massimo campionato argentino con il Gimnasia La Plata prese 31 cartellini gialli e 4 cartellini rossi: ciò è dovuto alle caratteristiche tecniche di Fabián Rinaudo, essendo un mediano di rottura.

## Carriera

### Club

#### Gimnasia La Plata
Cresce nelle giovanili del Gimnasia La Plata. Esordisce in prima squadra il 5 ottobre 2008 nell'incontro casalingo contro il River Plate, terminato 0-0. Colleziona altre 9 presenze nell'Apertura 2008.

#### Sporting Lisbona
Il 4 luglio 2011 lascia il Gimnasia La Plata e firma un contratto quadriennale con lo Sporting Lisbona. La AFIP (la corte dei conti argentina) indagò su questo trasferimento perché il Gimnasia incassò 1,133 milioni di euro, mentre lo Sporting spese 2,42 milioni di euro; nessuna indagine fu invece condotta in Portogallo.

#### Calcio Catania
Il 10 gennaio 2014 si trasferisce a titolo temporaneo alla società italiana del Catania.
Il 22 luglio 2014, dopo essere tornato allo Sporting Lisbona, viene acquistato a titolo definitivo dal Catania giocando da titolare in Serie B 31 partite con un gol segnato piazzandosi 7º nella Top 15 dei centrocampisti di Serie B secondo una classifica stilata dalla Lega Serie B.

#### Ritorno al Gimnasia La Plata
Il 17 luglio 2015 Rinaudo fa ritorno al Gimnasia La Plata in prestito con diritto di riscatto. L'8 agosto 2016 torna sempre a titolo temporaneo alla squadra argentina.

### Nazionale
Esordisce nella Nazionale argentina il 20 maggio 2009 nell'amichevole contro Panama. Fu tra i trenta pre-convocati per il Mondiale 2014.

## Statistiche

### Presenze e reti nei club
Statistiche aggiornate al 13 marzo 2017.
| Stagione                | Squadra                 | Campionato              | Campionato | Campionato | Coppe nazionali | Coppe nazionali | Coppe nazionali | Coppe continentali | Coppe continentali | Coppe continentali | Altre coppe | Altre coppe | Altre coppe | Totale | Totale |
| Stagione                | Squadra                 | Comp                    | Pres       | Reti       | Comp            | Pres            | Reti            | Comp               | Pres               | Reti               | Comp        | Pres        | Reti        | Pres   | Reti   |
| ----------------------- | ----------------------- | ----------------------- | ---------- | ---------- | --------------- | --------------- | --------------- | ------------------ | ------------------ | ------------------ | ----------- | ----------- | ----------- | ------ | ------ |
| 2011-2012               | Sporting Lisbona        | PL                      | 10         | 0          | CP+CdL          | 1+0             | 1+0             | UEL                | 7                  | 0                  | -           | -           | -           | 18     | 1      |
| 2012-2013               | Sporting Lisbona        | PL                      | 23         | 0          | CP+CdL          | 1+3             | 1+0             | UEL                | 3                  | 0                  | -           | -           | -           | 30     | 1      |
| 2013-gen. 2014          | Sporting Lisbona        | PL                      | 3          | 0          | CP+CdL          | 1+0             | 0+0             | -                  | -                  | -                  | -           | -           | -           | 4      | 0      |
| Totale Sporting Lisbona | Totale Sporting Lisbona | Totale Sporting Lisbona | 36         | 0          |                 | 6               | 2               |                    | 10                 | 0                  |             | -           | -           | 52     | 2      |
| gen.-giu. 2014          | Catania                 | A                       | 17         | 0          | CI              | 1               | 0               | -                  | -                  | -                  | -           | -           | -           | 18     | 1      |
| 2014-2015               | Catania                 | B                       | 31         | 2          | CI              | 2               | 0               | -                  | -                  | -                  | -           | -           | -           | 33     | 2      |
| Totale Catania          | Totale Catania          | Totale Catania          | 48         | 2          |                 | 3               | 0               |                    | -                  | -                  |             | -           | -           | 51     | 2      |
| Totale carriera         | Totale carriera         | Totale carriera         | 84         | 2          |                 | 9               | 2               |                    | 10                 | 0                  |             | -           | -           | 103    | 4      |

### Cronologia presenze e reti in nazionale
| Cronologia completa delle presenze e delle reti in nazionale ― Argentina | Cronologia completa delle presenze e delle reti in nazionale ― Argentina | Cronologia completa delle presenze e delle reti in nazionale ― Argentina | Cronologia completa delle presenze e delle reti in nazionale ― Argentina | Cronologia completa delle presenze e delle reti in nazionale ― Argentina | Cronologia completa delle presenze e delle reti in nazionale ― Argentina | Cronologia completa delle presenze e delle reti in nazionale ― Argentina | Cronologia completa delle presenze e delle reti in nazionale ― Argentina |
| Data                                                                     | Città                                                                    | In casa                                                                  | Risultato                                                                | Ospiti                                                                   | Competizione                                                             | Reti                                                                     | Note                                                                     |
| ------------------------------------------------------------------------ | ------------------------------------------------------------------------ | ------------------------------------------------------------------------ | ------------------------------------------------------------------------ | ------------------------------------------------------------------------ | ------------------------------------------------------------------------ | ------------------------------------------------------------------------ | ------------------------------------------------------------------------ |
| 20-5-2009                                                                | Santa Fe                                                                 | Argentina                                                                | 3 – 1                                                                    | Panama                                                                   | Amichevole                                                               | -                                                                        | 57’                                                                      |
| 16-3-2011                                                                | San Juan                                                                 | Argentina                                                                | 4 – 1                                                                    | Venezuela                                                                | Amichevole                                                               | -                                                                        | 61’                                                                      |
| 25-5-2011                                                                | Resistencia                                                              | Argentina                                                                | 4 – 2                                                                    | Paraguay                                                                 | Amichevole                                                               | -                                                                        | 50’                                                                      |
| 7-10-2011                                                                | Buenos Aires                                                             | Argentina                                                                | 4 – 1                                                                    | Cile                                                                     | Qual. Mondiali 2014                                                      | -                                                                        | 72’                                                                      |
| Totale                                                                   |                                                                          | Presenze                                                                 | 4                                                                        |                                                                          | Reti                                                                     | 0                                                                        |                                                                          |